# NSB BM 73
De NSB type 73A en type 73B ook wel Signatur genoemd (noors: handtekening) is een serie van 22 vierdelige elektrisch treinstellen voor het langeafstandpersonenvervoer van de Vy.

## Geschiedenis
Het treinstel werd ontworpen en gebouwd voor de Norges Statsbaner door Strømmens Værksted in Strømmen (later ADtranz). De treinen kunnen door aanwezigheid van kantelbaktechniek sneller rijden dan treinen zonder. Door de komst van deze treinen werden getrokken treinen vervangen. Sinds december 2013 (winterdienstregeling 2013/2014) worden deze treinstellen niet meer op de Bergensbanen ingezet.
Van mei 2014 tot mei 2017 werd bij Nedtrain te Haarlem een mid-liferevisie van dit materieel uitgevoerd. Het treinstel BM 73.009 was als eerste aan de beurt en kwam op 11 mei 2014 in Haarlem aan, waarna in het najaar van 2014 de trein weer kon worden ingezet in Noorwegen. De mid-liferevisie van de andere 19 treinstellen begon in 2015. Op 6 mei 2017 werd het allerlaatste BM 73-treinstel teruggebracht naar Noorwegen.

### Ongevallen
Op 21 februari 2007 ontspoorden twee gekoppelde treinstellen op de Bergensbanen door een lawine tussen Hallingskeid en Myrdal.
Op 16 juni 2011 was er brand in twee gekoppelde treinstellen op de Bergensbanen in een sneeuwgalerij bij Hallingskeid. Hierbij werden de treinstellen 73.010 en 73.013 onherstelbaar beschadigd.

## Constructie en techniek
Het treinstel is opgebouwd uit een aluminium frame. Het treinstel is uitgerust met luchtvering. Er kunnen tot drie eenheden gekoppeld worden. Om meer comfort op lange afstand te bieden werd kantelbaktechniek toegepast.

## Treindiensten

### Type 73A
De treinen worden (werden) ingezet op de volgende trajecten.
- Bergen - Oslo, Bergensbanen (VY)
- Oslo - Stavanger, Sørlandsbanen (GO AHEAD NORDIC)
- Oslo - Trondheim, Dovrebanen (SJ NORD)

### Type 73B
De treinen worden sinds 2001 door de Norges Statsbaner (NSB) ingezet op de volgende trajecten.
- Oslo – Halden, Østfoldbanen
- Halden - Öxnered, Dalslands Järnväg
- Öxnered -Göteborg, Vänerbanan

Sinds de winterdienstregeling 2013/14 rijden er geen treinen van het type BM 73 meer op het traject Bergen - Oslo.

## Foto's

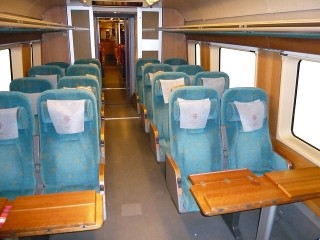
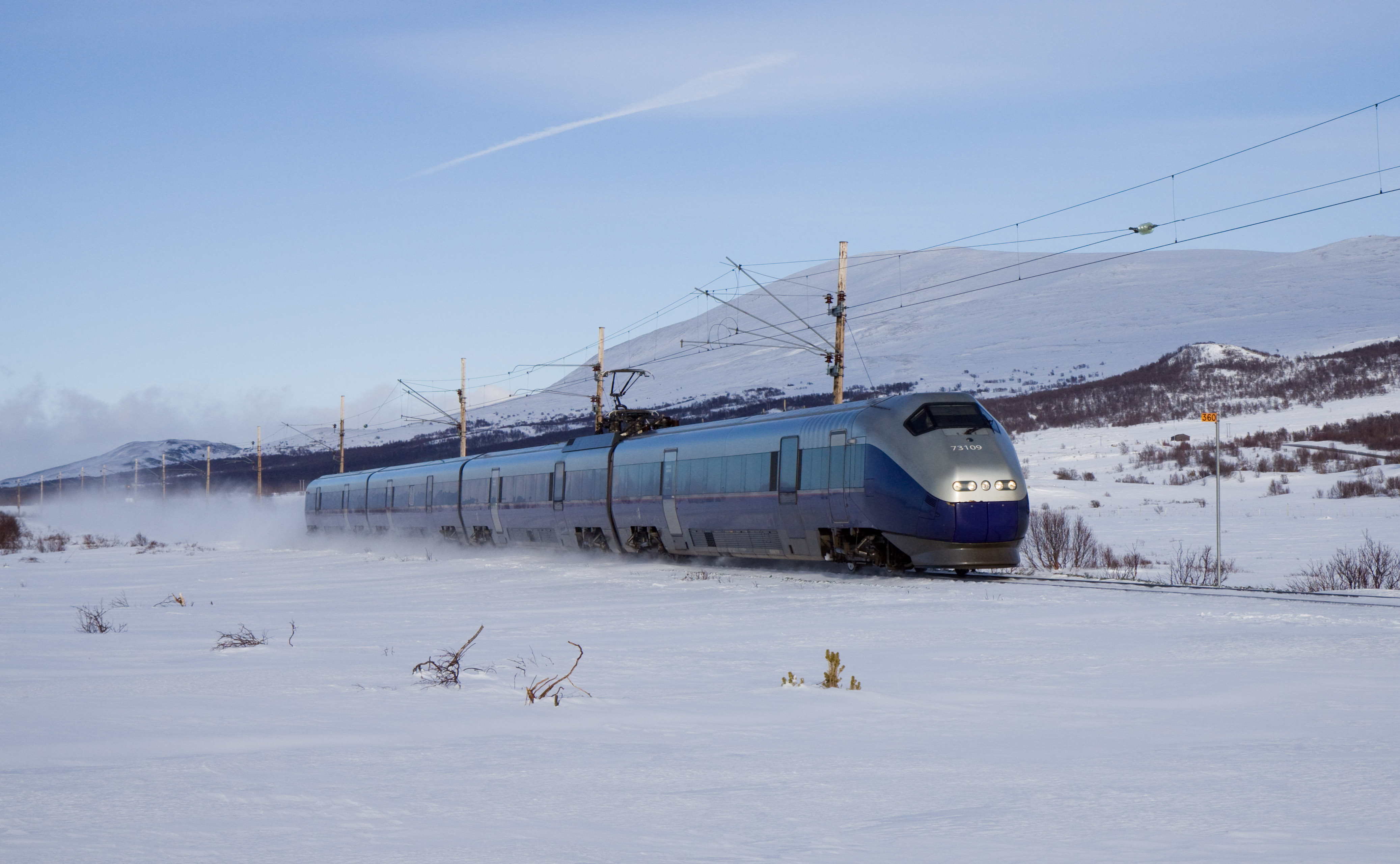
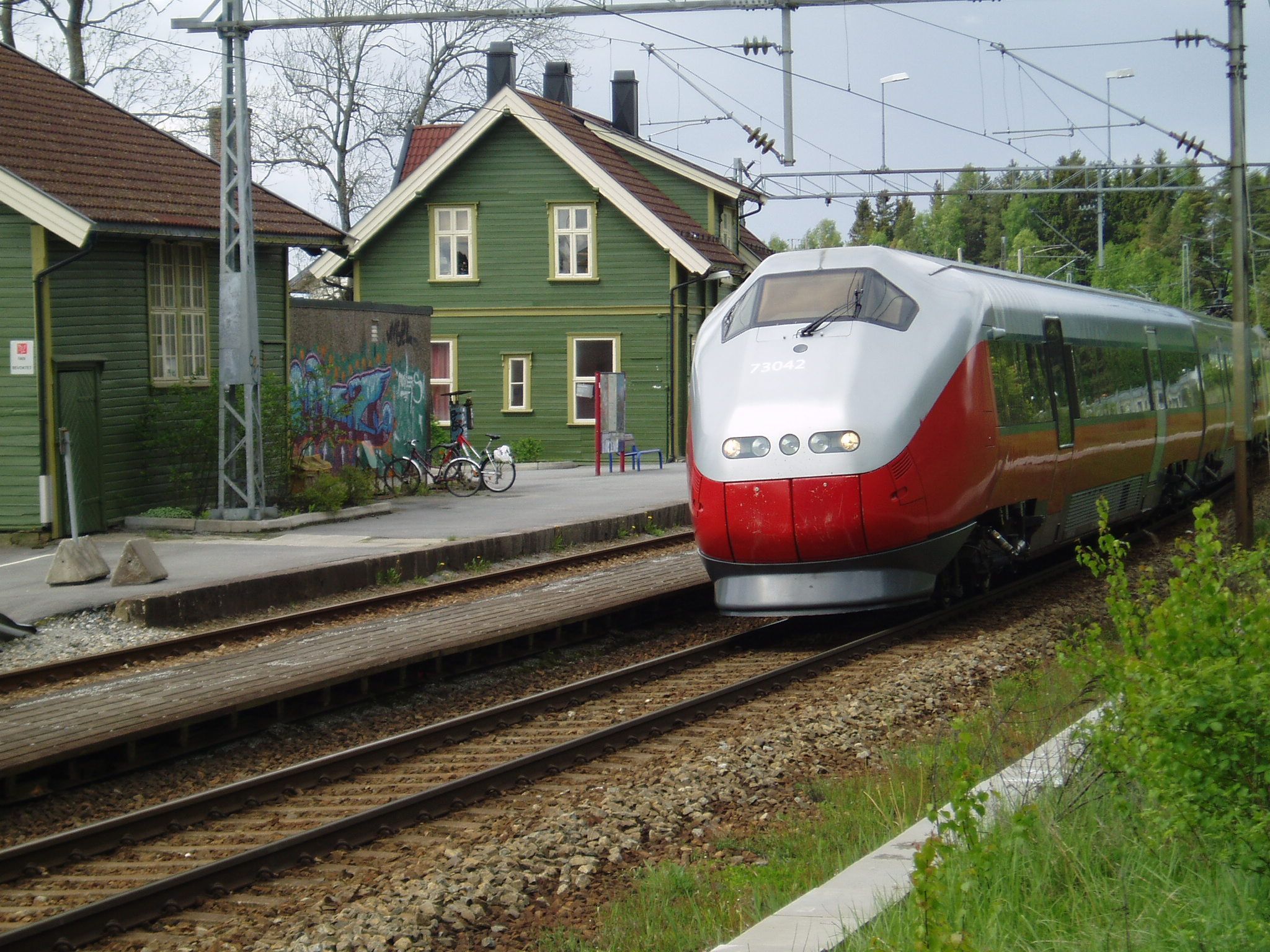
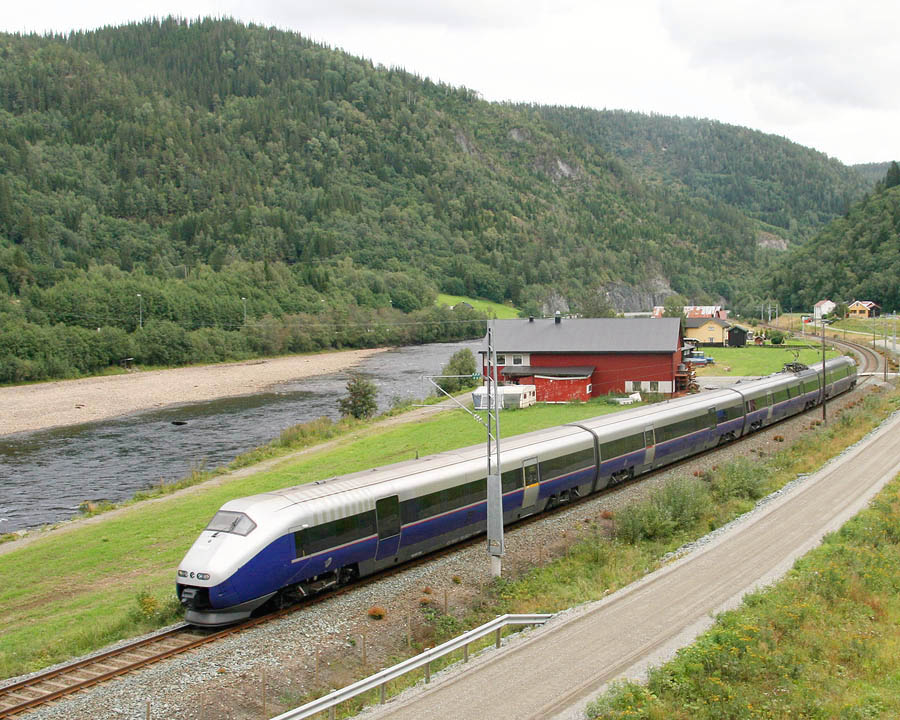
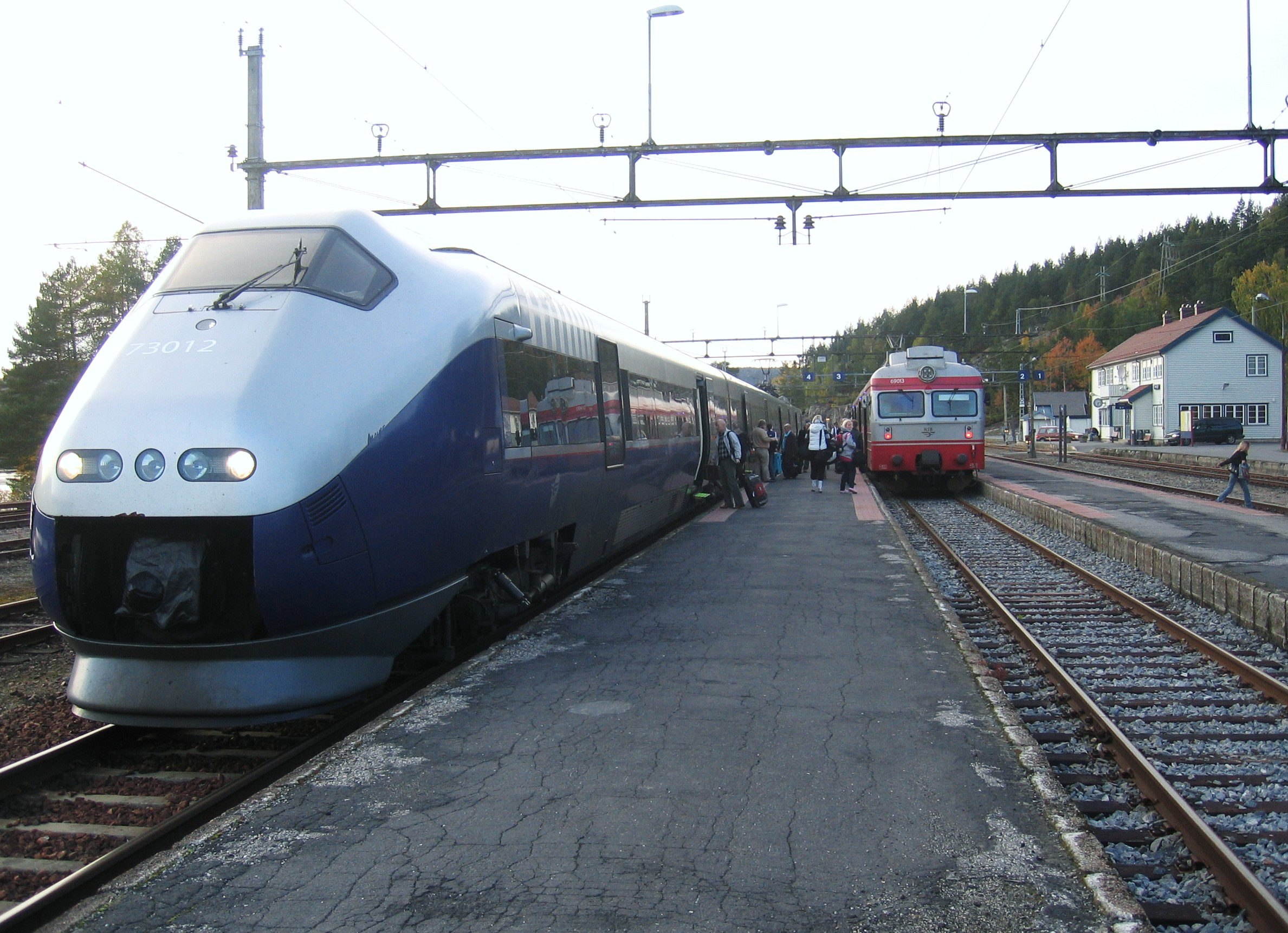